# Laurent Barré
Pour les articles homonymes, voir Barré.
Laurent Barré (né le 30 mai 1886 à Ange-Gardien, mort le 26 août 1964 à Granby) est un cultivateur, syndicaliste et homme politique québécois.  Il a été le premier président de l'Union catholique des cultivateurs.  Il a été député à l'Assemblée législative du Quécec de 1931 à 1939 et de 1944 à 1960 et ministre de l'Agriculture du Québec de 1944 à 1960.

## Biographie
Il est le fils de Louis Barré, cultivateur, et d'Arzélias Préfontaine. Il est apprenti forgeron à Granby, puis cultivateur à Ange-Gardien jusqu'en 1943. Il épouse Marie-Anne Fleury le 7 août 1911 à Ange-Gardien.
Il est actif dans plusieurs organisations et coopératives agricoles.  Il est cofondateur de l'Union catholique des cultivateurs (UCC) et il en est le premier président, de 1924 à 1926.
Lors de l'élection générale québécoise de 1927, il est candidat du parti conservateur dans la circonscription de Rouville et est défait.  Il s'y présente de nouveau lors de l'élection générale de 1931 et est élu.  Comme quelques autres députés conservateurs, il refuse d'abord de se rallier à Maurice Duplessis lorsque celui-ci devient chef du parti conservateur en 1933, mais il se réconcilie avec lui par la suite.  Barré est réélu lors de l'élection générale de 1935 et, comme candidat de l'Union nationale, lors de l'élection générale de 1936.  Lors de l'élection générale de 1939, il arrive à égalité des votes avec le candidat du parti libéral.  L'élection se décide alors par le vote du président d'élection, qui élit le candidat libéral.
Barré est de nouveau élu lors de l'élection générale de 1944, alors que l'Union nationale revient au pouvoir.  Le 30 août 1944, il devient ministre de l'Agriculture dans le second gouvernement de Maurice Duplessis.  et réélu lors des élections générales de 1948, de 1952 et de 1956.  Il conserve le poste de ministre de l'Agriculture dans le gouvernement Paul Sauvé et dans le gouvernement Antonio Barrette, jusqu'au 5 juillet 1960.  Lors de l'élection générale de 1960, Barré est réélu comme député de Rouville mais l'Union nationale perd le pouvoir au profit du parti libéral.  Barré démissionne de son poste de député le 19 septembre 1960.
Laurent Barré a été collaborateur au Bulletin des agriculteurs. Il a publié deux romans, Bertha et Rosette en 1929 et Conscience de croyants en 1930.
Il meurt en 1964. Il est inhumé au cimetière d'Ange-Gardien.

## Honneurs
- Commandeur d'office de l'Ordre national du mérite agricole (1944)
- Doctorat honoris causa en sciences agricoles de l'université de Montréal (1949)[1].